# Comuna Starîi Martîniv, Halîci
Starîi Martîniv (în ucraineană Старий Мартинів) este o comună în raionul Halîci, regiunea Ivano-Frankivsk, Ucraina, formată din satele Rizdveanî și Starîi Martîniv (reședința).

## Demografie
Componența lingvistică a comunei Starîi Martîniv
     Ucraineană (99,85%)
     Alte limbi (0,15%)
Conform recensământului din 2001, majoritatea populației comunei Starîi Martîniv era vorbitoare de ucraineană (99,85%), existând în minoritate și vorbitori de alte limbi.